# سيرجيو لويس دي أرواخو
سيرجيو لويس دي أرواخو (بالبرتغالية: Sérgio Luís de Araújo‏) (11 مايو 1970 في البرازيل - ) هو لاعب كرة قدم برازيلي في مركز حراسة المرمى. لعب مع جمعية بورتوغيزا الرياضية وسانتو أندريه ونادي إنترناسيونال ونادي بالميراس ونادي باهيا ونادي سانتوس ونادي فلامنغو ونادي فيتوريا وإيتومبيارا سبورت ‏ وماريليا أتلتيكو ‏ وأسوسياو أتليتيكا إنترناسيونال ‏ وImbituba Futebol Clube ‏ وCeilândia Esporte Clube ‏.

## وصلات خارجية
- سيرجيو لويس دي أرواخو على موقع قاعدة بيانات كرة القدم.إي يو (الإنجليزية)